# Eupeodes corollae
Eupeodes corollae, comummente conhecida como mosca-das-corolas, é uma espécie de insecto díptero, da família dos Sirfídeos.

## Etimologia
Quanto ao nome científico desta espécie:
- O nome genérico, Eupeodes, provém da aglutinação dos étimos gregos clássicos εὖ (eu), que significa «bem; bom»[2] e πόδες (peodes)[3], que é uma declinação de πούς (pode) e significa «pés».[4]

- O epíteto específico, corollae, provém do latim,[5] tratando-se de uma declinação do étimo, corōlla, que significa «coroa», expressão esta que é amplamente usada em botânica para aludir à parte homónima da anatomia das flores.[6]

## Descrição
Os espécimes adultos medem entre 6 e 11 milímetros de comprimento.
Há algum grau de dimorfismo sexual, evidenciado pelas marcas diferentes no abdómen entre machos e fêmeas. Com efeito, os machos apresentam faixas transversais amarelas e negras no abdómen, que são mais quadrangulares e largas nos 3.º e 4.º tergitos, do que as faixas das fêmeas. 
As larvas de moscas-das-corolas alimentam-se de afídeos em várias plantas herbáceas. Os espécimes adultos exibem frequentemente comportamentos migratórios.

### Usos
Com efeito, as larvas desta espécie têm vindo a ser utilizadas em estufas, como método de controlo de afídeos. Contudo, as tentativas de replicar este método de controlo de pragas em pomares mostraram-se infrutífera, porquanto se asseverou que as larvas tinham maior preferência pelo frutos, do que pelos afídeos.

## Distribuição
Esta espécie distribui-se pelo continentes europeu, africano e por grande parte da Ásia (marcando presença no Afeganistão, Butão, China, Japão, Paquistão e Índia). 
Com efeito, denota-se uma distribuição, de Norte a Sul, na região Paleártica: desde a Fenoescândia para sul até à Ibéria e à bacia do Mediterrâneo, abarcando ainda territórios costeiros de África até à África do Sul. De Este a Oeste dispersa-se da Irlanda até ao Extremo Oriente Russo, pela Sibéria, seguindo até ao Japão. 

### Portugal
Por conseguinte, esta espécie marca presença em Portugal.

### Ecologia
Trata-se de uma espécie antropofílica, pelo que, se podem encontrar em espaços marcados pela presença humana, como pastagens, dunas, jardins e campos de cultivo.